# Cubanops andersoni
Cubanops andersoni  (лат.) — вид мелких пауков рода Cubanops из семейства Caponiidae. Южная Америка: Андрос (остров, Багамы) (Багамские острова). Длина самцов около 2,89 мм.
Вид Cubanops andersoni был впервые описан в 2010 году кубинским зоологом Александром Санчес-Руисом (Alexander Sánchez-Ruiz; Centro Oriental de Ecosistemas y Biodiversidad, Museo de Historia Natural «Tomás Romay», Сантьяго-де-Куба, Куба), американским арахнологом Норманом Платником (Norman I. Platnick; р.1951; Американский музей естественной истории, Манхэттен, Нью-Йорк, США) и канадским арахнологом Надин Дюрерре (Nadine Dupérré). Cubanops andersoni включён в состав рода Cubanops Sánchez-Ruiz, Platnick & Dupérré, 2010 вместе с Cubanops alayoni, Cubanops armasi, Cubanops bimini, Cubanops darlingtoni, Cubanops granpiedra, Cubanops juragua и другими видами. Вид C. andersoni назван в честь канадского биолога Роберта Андерсона (Robert S. Anderson, Канадский музей природы, Канада).